# Carrickfergus Knights
Pour les articles homonymes, voir Knight.
Carrickfergus Knights est un club irlandais de football américain basé à Carrickfergus (Irlande du Nord). 

## Palmarès
- Champion d'Irlande : 1997, 1998, 2002
- Vice-champion d'Irlande : 1994, 1995, 1999, 2001, 2003, 2004